# Серпиевка
Серпиевка — село в Катав-Ивановском районе Челябинской области России. Административный центр Серпиевского сельского поселения.
Известно тем, что здесь проживают этнические группы русских — ягуны, чапаны, горуны. От села получил название Серпейский пещерный град.

## География
Расположено в 13 километрах южнее  федеральной автодороги М-5 «Урал».
В непосредственной близости расположен Серпиевский пещерный комплекс, включающий в себя 15-километровый участок верхнего течения реки Сим с пещерами Колокольная и Игнатьевская (всего более 50 объектов).

## История
Основано во второй половине XVIII века крепостными крестьянами полковника П. А. Бекетова (отец Платона Бекетова), доставленными из Серпейска Калужской губернии для работ на Усть-Катавском заводе.  Переселенцев прозвали ягунами.
В селе была построена церковь во имя святого Николая Чудотворца. После Октябрьской революции село стало центром сельского совета в Катавском районе.

## Население
| 2002 | 2010 |
| ---- | ---- |
| 626  | ↘455 |

(в 1857 г. — 1090 чел., в 1870 г. — 1156 чел., в 1910 г. — 2385 чел., в 1926 г. — 2117 чел., в 1959 г. — 1065 чел., в 1970 г. — 989 чел., в 1983 г. — 764 чел., в 1995 г. — 830 чел.)
По данным Всероссийской переписи, в 2010 году численность населения села составляла 455 человек (204 мужчины и 251 женщина).

## Улицы
Уличная сеть села состоит из 13 улиц.